# إد باركر جونيور
إد باركر جونيور (بالإنجليزية: Ed Parker Jr.)‏ هو لاعب كاراتيه وفنان أمريكي، ولد في 15 نوفمبر 1959 في غلينديل في الولايات المتحدة.

## وصلات خارجية
- إد باركر جونيور على موقع IMDb (الإنجليزية)
- إد باركر جونيور على موقع قاعدة بيانات الفيلم (الإنجليزية)